# レッド・ローズ・スピードウェイ
『レッド・ローズ・スピードウェイ』（英語: Red Rose Speedway）は、1973年に発表された、ポール・マッカートニー&ウイングスのアルバム。日本では、同年6月20日に東芝音楽工業（後の東芝EMI、現・EMIミュージック・ジャパン）からリリースされた。

## 解説
ビートルズ解散後のポール・マッカートニーが、妻リンダやデニー・レインらとともに結成したバンド、ウイングスの2作目のアルバム。デビュー作『ウイングス・ワイルド・ライフ』はマスコミから酷評され、セールスもその前の2枚のソロ作品に及ばなかったため、所属レコード会社はマッカートニーに対し、アーティスト名に"ポール・マッカートニー"の名を表記するように命令した。そのため、このアルバムは"ポール・マッカートニー&ウイングス"名義となっている。
1972年に、団結するために行われた地道なライヴ活動と並行して、彼らはこのアルバムの制作に半年を費やす。『ラム』からのアウトテイクを含め、30曲ほどをレコーディング、これらを当初2枚組で一気に発売する予定もあったが、最終的にはレコード会社の反対もあり、曲数を絞っている。
先行シングル『マイ・ラヴ』のヒットも追い風となって、アメリカの「ビルボード」誌アルバム・チャートでは『ザ・ビートルズ1967年〜1970年』と入れ替わりで、6月2日から3週間に渡って第1位を記録するという、前作を大きく上回る成功を収めた。1973年度年間ランキングでは第33位。「キャッシュボックス」誌でも、連続3週間第1位を獲得し、1973年度年間ランキングも33位を記録している。アメリカだけで50万枚以上のセールスを記録している。イギリスでは、アルバム・チャートで最高位第5位だった。
このアルバムのアナログ盤のバックカバーには"We love you"と点字で記されている。これは、マッカートニーが敬愛していたスティーヴィー・ワンダーへのメッセージであるとされ、彼らは1980年代に「エボニー・アンド・アイボリー」と「ホワッツ・ザット・ユアー・ドゥーイング？」で共演を果たすことになる。

## 楽曲
このアルバムのハイライトはマッカートニーが妻リンダに向けて書いたラヴ・ソング「マイ・ラヴ」である。シングルとして発表され、全米で4週間に渡って首位を獲得したこのバラードは、ビートルズ解散後の彼の作品を頭ごなしに批判し続けていた音楽評論家からも高い評価を受け、一部ではマッカートニーにとって「イエスタデイ」以来の傑作とも賞賛された。彼自身もこの曲を後年のコンサート・ツアーで頻繁に演奏している。
このアルバムの冒頭を飾る「ビッグ・バーン・ベッド」は、1971年にマッカートニー夫妻が連名で発売したアルバム『ラム』の収録曲「ラム・オン」の後半部分を発展させて完成した楽曲である。また、「ゲット・オン・ザ・ライト・シング」と「リトル・ラム・ドラゴンフライ」は『ラム』のセッションで録音されたもののお蔵入りになっていたテイクをそのまま流用した作品なので、ギターを弾いているのはウイングスのメンバーではない。
ビートルズが『アビイ・ロード』のB面でとった、未完成の短い楽曲をつなげてメドレー形式にする手法をマッカートニーは1970年代以降も好んで使った。このアルバムの最後を飾るトラックも、4つの楽曲から構成される11分のメドレーである。なお、「ホールド・ミー・タイト」という作品はビートルズの1963年のアルバム『ウィズ・ザ・ビートルズ』にも収録されているが、このアルバムに収められているのは同名異曲である。
当時のウイングスには「マイ・ラヴ」以外にも、映画『007 死ぬのは奴らだ』の同名主題歌や「ハイ・ハイ・ハイ」などいくつかのヒット曲が存在するが、これらはアルバムが発表された当初本編には収められなかった。しかし、1993年にデジタル・リマスターを施された現行盤が発売された際に、一部のシングルのみで発売された楽曲もボーナス・トラックとして収録された。「マイ・ラヴ」のカップリングとしてリリースされた「ザ・メス」は、黎明期のウイングスにとっては公式発表された唯一のライヴ・テイクである。彼らの初期のステージでは、マッカートニーのみならず妻のリンダやデニー・レインなども一部リード・ヴォーカルをとっていた。レインが歌う「アイ・ライ・アラウンド」は、初めてマッカートニー以外のメンバーがスタジオ録音作品のなかでリードをとったウイングスの楽曲である。

## 収録曲
全曲ポール・マッカートニーとリンダ・マッカートニー作詞作曲。
| #         | タイトル                                                     | 作詞  | 作曲・編曲 | 時間 |
| --------- | ------------------------------------------------------------ | ----- | ---------- | ---- |
| 1.        | 「ビッグ・バーン・ベッド」(Big Barn Bed)                     |       |            | 3:50 |
| 2.        | 「マイ・ラヴ」(My Love)                                      |       |            | 4:08 |
| 3.        | 「ゲット・オン・ザ・ライト・シング」(Get on the Right Thing) |       |            | 4:16 |
| 4.        | 「ワン・モア・キッス」(One More Kiss)                        |       |            | 2:29 |
| 5.        | 「リトル・ラム・ドラゴンフライ」(Little Lamb Dragonfly)      |       |            | 6:20 |
| 合計時間: | 合計時間:                                                    | 21:03 |            |      |

| #         | タイトル | 作詞  | 作曲・編曲 | 時間  |
| --------- | --- | ----- | ---------- | ----- |
| 1.        | 「シングル・ピジョン」(Single Pigeon) |       |            | 1:53  |
| 2.        | 「ホエン・ザ・ナイト」(When the Night) |       |            | 3:37  |
| 3.        | 「ループ」(Loup (1st Indian on the Moon)) |       |            | 4:23  |
| 4.        | 「メドレー：ホールド・ミー・タイト／レイジー・ダイナマイト／ハンズ・オブ・ラヴ／パワー・カット」(Medley: Hold Me Tight/Lazy Dynamite/Hands of Love/Power Cut) |       |            | 11:16 |
| 合計時間: | 合計時間: | 21:09 |            |       |

| #         | タイトル                                    | 作詞  | 作曲・編曲 | 時間 |
| --------- | ------------------------------------------- | ----- | ---------- | ---- |
| 10.       | 「アイ・ライ・アラウンド」(I Lie Around)    |       |            | 5:03 |
| 11.       | 「カントリー・ドリーマー」(Country Dreamer) |       |            | 3:14 |
| 12.       | 「ザ・メス」(The Mess (Live at the Hague))  |       |            | 4:58 |
| 合計時間: | 合計時間:                                   | 13:15 |            |      |

| #         | タイトル                                   | 作詞  | 作曲・編曲 | 時間 |
| --------- | ------------------------------------------ | ----- | ---------- | ---- |
| 10.       | 「C・ムーン」(C Moon)                      |       |            | 4:32 |
| 11.       | 「ハイ・ハイ・ハイ」(Hi, Hi, Hi)           |       |            | 3:07 |
| 12.       | 「ザ・メス」(The Mess (Live at the Hague)) |       |            | 4:55 |
| 13.       | 「アイ・ライ・アラウンド」(I Lie Around)   |       |            | 4:59 |
| 合計時間: | 合計時間:                                  | 17:33 |            |      |

### オリジナル・ダブル・アルバム・ヴァージョン
アーカイヴ・コレクション・シリーズ制作中に発見された1973年1月30日付のトラックリストを基に復元構成され、2018年12月に単独でリリースされたアナログLP。アーカイヴ・コレクション・デラックス・エディション盤にはボーナスCDとして収録された。
| #         | タイトル                                                     | 作詞・作曲 | 時間  |
| --------- | ------------------------------------------------------------ | ---------- | ----- |
| 1.        | 「ナイト・アウト」(Night Out)                                |            | 2:16  |
| 2.        | 「ゲット・オン・ザ・ライト・シング」(Get on the Right Thing) |            | 4:18  |
| 3.        | 「カントリー・ドリーマー」(Country Dreamer)                  |            | 3:10  |
| 4.        | 「ビッグ・バーン・ベッド」(Big Barn Bed)                     |            | 3:50  |
| 5.        | 「マイ・ラヴ」(My Love)                                      |            | 4:09  |
| 合計時間: | 合計時間:                                                    | 合計時間:  | 17:43 |

| #         | タイトル                                   | 作詞・作曲             | 時間  |
| --------- | ------------------------------------------ | ---------------------- | ----- |
| 1.        | 「シングル・ピジョン」(Single Pigeon)      |                        | 1:54  |
| 2.        | 「ホエン・ザ・ナイト」(When the Night)     |                        | 3:38  |
| 3.        | 「シーサイド・ウーマン」(Seaside Woman)    | リンダ・マッカートニー | 3:57  |
| 4.        | 「アイ・ライ・アラウンド」(I Lie Around)   |                        | 5:01  |
| 5.        | 「ザ・メス」(The Mess (Live at the Hague)) |                        | 4:34  |
| 合計時間: | 合計時間:                                  | 合計時間:              | 19:04 |

| #         | タイトル | 作詞・作曲 | 時間  |
| --------- | --- | ---------- | ----- |
| 1.        | 「ベスト・フレンド」(Best Friend (Live in Antwerp)) |            | 4:00  |
| 2.        | 「ループ」(Loup (1st Indian on the Moon)) |            | 4:25  |
| 3.        | 「メドレー：ホールド・ミー・タイト／レイジー・ダイナマイト／ハンズ・オブ・ラヴ／パワー・カット」(Medley: Hold Me Tight/Lazy Dynamite/Hands of Love/Power Cut) |            | 11:19 |
| 合計時間: | 合計時間: | 合計時間:  | 19:44 |

| #         | タイトル                                                 | 作詞・作曲                                | 時間  |
| --------- | -------------------------------------------------------- | ----------------------------------------- | ----- |
| 1.        | 「ママズ・リトル・ガール」(Mama's Little Girl)           |                                           | 3:45  |
| 2.        | 「アイ・ウッド・オンリー・スマイル」(I Would Only Smile) | デニー・レイン                            | 3:24  |
| 3.        | 「ワン・モア・キス」(One More Kiss)                      |                                           | 2:30  |
| 4.        | 「トラジェディ」(Tragedy)                                | ジェラルド・H .ネルソン／フレッド・バーチ | 3:21  |
| 5.        | 「リトル・ラム・ドラゴンフライ」(Little Lamb Dragonfly)  |                                           | 6:23  |
| 合計時間: | 合計時間:                                                | 合計時間:                                 | 19:23 |

## 演奏者

### ウイングス
- ポール・マッカートニー  –  Vocals, Bass, Guitars, Keyboards
- リンダ・マッカートニー  –  Vocals, Keyboards
- デニー・レイン  –  Vocals, Guitars
- デニー・シーウェル  –  Drums
- ヘンリー・マカロック  –  Vocals, Guitars

### 外部ミュージシャン
- リチャード・ヒューソン  –  Orchestra Arrangement on "My Love"
- ヒュー・マクラッケン  –  Electric guitar on "Get on the Right Thing"
- デヴィッド・スピノザ  –  Electric guitar on "Get on the Right Thing"

## チャート

### アルバム
| 国名                         | チャート | チャート | チャート | セールス |
|                              | 最高順位 | 登場週数 | 認定     |          |
| ---------------------------- | -------- | -------- | -------- | -------- |
| アメリカ合衆国（ビルボード） | 1(3週)   | 31       | ゴールド |          |
| 英国                         | 5        | 16       | ゴールド |          |
| 日本（オリコン）             | 13       | 18       |          | 54,000   |

### シングル
| 年     | 曲名       | 国名     | チャート               | 最高順位    | 登場週数 |
| ------ | ---------- | -------- | ---------------------- | ----------- | -------- |
| 1973年 | マイ・ラヴ | 北米     | ビルボード Hot100      | 1 (4週連続) | 19       |
| 1973年 | マイ・ラヴ | イギリス | ミュージック・ウィーク | 9           | 11       |
| 1973年 | マイ・ラヴ | 日本     | オリコン               | 39          | 17       |